# IC 3327
IC 3327 је спирална галаксија у сазвјежђу Береникина коса која се налази на листи објеката дубоког неба у Индекс каталогу.
Деклинација објекта је + 14° 52' 49" а ректасцензија 12h 26m 2,8s. Привидна величина (магнитуда) објекта IC 3327 износи 14,5 а фотографска магнитуда 15,4. IC 3327 је још познат и под ознакама CGCG 99-48, VCC 864, PGC 40624.